# Cincuenta peniques
Cincuenta peniques o 50p se refiere a una de las monedas utilizadas en Reino Unido así como en sus Dependencias Reales y en el Territorio Británico de Ultramar. Equivale a 0,50 £. Tiene un diámetro de 27,3 mm, un grosor de 1,78 mm y un peso de 8,0 g. Su borde es liso y tiene forma de un heptágono equilátero curvo. La composición actual de la moneda es de Cuproníquel (75% de cobre, 25% de níquel).

## Historia
En octubre de 1969, la moneda de cincuenta peniques (50p) se unió a las monedas de cinco peniques (chelín) y diez peniques (florín) en circulación. El diseño en del reverso de la moneda cincuenta peniques (50p) ofrece el símbolo de Britannia, que ha aparecido en las monedas de Reino Unido desde 1672. Mientras que el diseño puede haber sido tradicional, la forma de la nueva moneda de 50 peniques, un heptágono equilátero curvo, fue revolucionaria. Esto permitió que fuese fácilmente distinguible de las monedas redondas tanto por el tacto como por la vista, mientras que su anchura constante le permitió rodar en las máquinas expendedoras.
Con la introducción de la monedas pequeñas de cinco peniques (5p) y diez peniques (10p) en 1990 y 1992 respectivamente, la moneda de cincuenta peniques (50p) se convirtió en la moneda más grande en circulación. En octubre de 1994 el Gobierno anunció una nueva revisión de la moneda del Reino Unido. Los resultados revelaron un requisito para una moneda de cincuenta peniques (50p) más pequeña, la cual fue debidamente introducida el 1 de septiembre de 1997.
Desde esa revisión la moneda de cincuenta peniques (50p) se ha utilizado en varias ocasiones para celebrar eventos importantes, cada uno siendo conmemorado por un nuevo diseño del reverso.
La moneda de cincuenta peniques (50p) es de curso legal para cantidades de hasta 10 £.